# Unloved
Unloved (z ang. "Niekochana") – pierwszy studyjny album polsko-norweskiego zespołu jazzowego Maciej Obara Quartet (oraz dziewiąty autorski Macieja Obary), nagrany dla prestiżowej, niemieckiej wytwórni ECM i wydany 3 listopada 2017 (nr kat. ECM 2573). Album zdobył nagrodę Fryderyk 2018. Tytułowy utwór to kompozycja Krzysztofa Komedy, napisany do filmu “Niekochana” Janusza Nasfetera. Pozostałe skomponował Obara.

## Lista utworów
Opracowano na podstawie materiału źródłowego.
| Nr | Tytuł utworu  | Muzyka           | Długość |
| -- | ------------- | ---------------- | ------- |
| 1. | „Ula”         | Maciej Obara     | 6:55    |
| 2. | „One for”     | Maciej Obara     | 6:14    |
| 3. | „Joli Bord”   | Maciej Obara     | 5:49    |
| 4. | „Unloved”     | Krzysztof Komeda | 7:13    |
| 5. | „Sleepwalker” | Maciej Obara     | 6:38    |
| 6. | „Echoes”      | Maciej Obara     | 9:06    |
| 7. | „Storyteller” | Maciej Obara     | 6:16    |
|    |               |                  | 48:11   |

## Wykonawcy
- Maciej Obara Quartet:
  - Maciej Obara - saksofon altowy
  - Dominik Wania - fortepian
  - Ole Morten Vågan - kontrabas
  - Gard Nilssen - perkusja